# Kaspar Rostrup
Kaspar Rostrup est un réalisateur danois né le 27 avril 1940. Deux de ses films ont remporté le prix du meilleur film aux Bodil Awards: Jeppe på bjerget (1981) et Waltzing Regitze (1989). Ce dernier a également été nommé pour l'Oscar du meilleur film en langue étrangère. Jeppe på bjerget a été présenté au 12e Festival international du film de Moscou.

## Filmographie sélective
- 1981 : Jeppe på bjerget
- 1989 : Notre dernière valse (Dansen med Regitze)
- 2000 : Her i nærheden